# Lactarius subdulcis
Lactarius subdulcis es un hongo comestible del género Lactarius. Es de color marrón, con gran cantidad de branquias y un sombrero de carne particularmente fina en el sombrero.
Dado que es simbiótica con raíces de plantas (micorriza), la seta se encuentra desde finales de verano hasta finales de otoño en la base de las hayas en pequeños grupos o individualmente, donde es una de las dos especies de hongos más comunes. Alternativamente, se puede encontrar en grandes grupos en los campos, a veces con más de cien hongos individuales. Se encuentra en Europa y, a pesar de investigaciones anteriores en sentido contrario, está ausente en América del Norte. Aunque se considera comestible, no es particularmente útil como alimento debido a su sabor a hiedra y al hecho de que se encuentran fácilmente más hongos selectos al mismo tiempo. L. subdulcis es conocida por su abundante leche de sabor dulce que, a diferencia del látex de algunos las especies relacionadas, no mancha la tela de amarillo.

## Taxonomía
Lactarius subdulcis fue descrito por primera vez como Agaricus subdulcis por el micólogo Christiaan Hendrik Persoon en 1801, antes de que el micólogo inglés Samuel Frederick Gray lo ubicara en su género actual Lactarius en 1821 en su The Natural Arrangement of British Plants. El epíteto específico se deriva de las palabras latinas sub 'bajo' y dulcis 'dulce', después del sabor dulce retardado de la leche. Además de mild milk cap ('sombrero de leche suave'), 'beech milk cap' (sombrero de leche de haya) es un nombre común alternativo en el inglés.

## Descripción

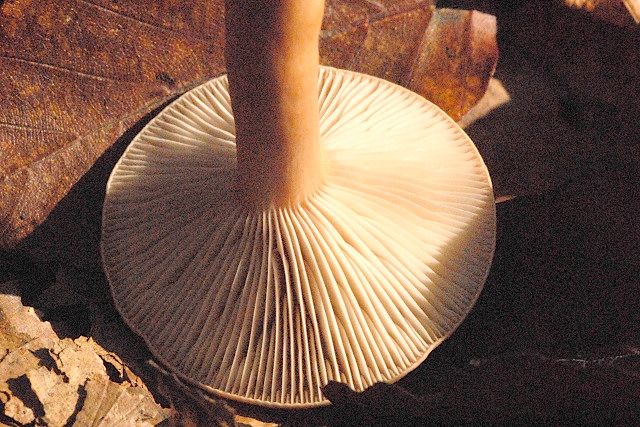
L. subdulcis es conocida por la gran cantidad de leche que produce

Lactarius subdulcis tiene un casquete convexo de 3 a 7 cm en cuál se produce una depresión. A veces tiene un pequeño umbo. El color puede ser marrón rojizo, oxidado o canela oscuro, que luego se vuelve pálido hasta un color beige, aunque más oscuro en el medio. El sombrero puede ser bastante de rígido a flexible y de liso a ligeramente arrugado. Al principio, el margen está curvado aunque a veces está ligeramente surcado. El tallo es de 3 a 7 cm de largo y entre 6 y 13 mm de grosor y generalmente cilíndrico, aunque puede tener forma de maza.  El tallo a veces está surcado a lo largo y generalmente es del mismo color que el sombrero, aunque más pálido en la parte superior. La carne es pálida y solo hay una capa delgada en el sombrero. Las láminas apiñadas son adnatas a ligeramente decurrentes y pueden ser de color blanco o rosado. Tiene leche blanca, abundante que no mancha los tejidos de amarillo, diferenciándola de otras especies de Lactarius, como L. decipiens. Tiene un ligero aroma aceitoso.

### Esporas
Lactarius subdulcis tiene una esporada de color crema con un ligero tinte salmón. Las esporas son ovaladas, con verrugas grandes de alrededor de 1 micrómetro (μm) que están unidas por una red bien desarrollada de crestas en su mayoría delgadas. Las esporas miden 7,5-11 μm por 6,5-9 μm, y tienen forma amiloide o elipsoide.

## Distribución y hábitat

Distribución de Lactarius subdulcis

Lactarius subdulcis se encuentra en Europa; no se encuentra en América del Norte, aunque varias especies similares de color naranja parduzco se clasificaron anteriormente en esta especie. Se encuentra en los bosques latifoliados, especialmente en el suelo al pie de las hayas. Junto con L. vellereus, L. subdulcis es el hongo más común que se encuentra en las hayas. Los hongos se pueden encontrar desde finales de verano hasta finales de otoño y son comunes. Se encuentran individualmente o en pequeños grupos. También se pueden encontrar en los campos, generalmente apareciendo en grandes lotes, siendo frecuente encontrar grupos de más de cien hongos.

## Comestibilidad
Lactarius subdulcis tiene un sabor suave con un regusto ligeramente amargo. Aunque se considera comestible después de la cocción, no se recomienda, ya que tiene un sabor que recuerda a la hiedra. Hay una serie de otros hongos que aparecen al mismo tiempo y en las mismas áreas que L. subdulcis que le sean preferibles, incluido L. mitissimus, lo que significa que L. subdulcis no es particularmente útil como alimento. La leche es uno de los rasgos distintivos, tiene un sabor dulce que se vuelve amargo en la boca, con L. subdulcis se considera un hongo de leche dulce.